# Bezzia dentata
Bezzia dentata är en tvåvingeart som beskrevs av Malloch 1914. Bezzia dentata ingår i släktet Bezzia och familjen svidknott. Inga underarter finns listade i Catalogue of Life.